# Baillestavy
Baillestavy – miejscowość i gmina we Francji, w regionie Oksytania, w departamencie Pireneje Wschodnie.
Według danych na rok 1990 gminę zamieszkiwały 53 osoby, a gęstość zaludnienia wynosiła 3 osoby/km² (wśród 1545 gmin Langwedocji-Roussillon Baillestavy plasuje się na 847. miejscu pod względem liczby ludności, natomiast pod względem powierzchni na miejscu 443.).